# Cerro Largo FC
Der Cerro Largo Fútbol Club, kurz Cerro Largo FC, ist ein Fußballverein aus der nord-ost-uruguayischen Stadt Melo im Departamento Cerro Largo. Die Fußballmannschaft des Vereins spielt in der höchsten uruguayischen Spielklasse, der Primera División.

## Geschichte
Cerro Lago wurde am 19. November 2002 gegründet. In der Saison 2007/08 stieg man zum ersten Mal in die höchste uruguayischen Spielklasse (Primera División) auf, nachdem man sich in einem Entscheidungsspiel gegen Club Sportivo Cerrito durchsetzen konnte. Damit war man einer der wenigen dort vertretenen Vereine, die nicht aus der Hauptstadt Montevideo stammen. Am Ende der Saison 2009/2010 stieg der Verein jedoch in die zweite uruguayische Liga ab. Die Saison 2010/11 beendete man auf Rang sechs. In den entscheidenden Spielen um den dritten Aufstiegsplatz setzte Cerro Largo sich sodann im Finale gegen Boston River durch und kehrte nach nur einem Jahr Abstinenz zurück in die Erste Liga. Zusätzlich zur Copa Diego Rodríguez Cano für den dritten Aufstiegsplatz erhielt der Verein in der Aufstiegssaison den Fair-Play-Preis Premio José Marigliani.
Nach einem vierten Tabellenplatz in der Abschlusstabelle der Saison 2011/12, belegte man in der Spielzeit 2012/13 lediglich den 16. und somit letzten Tabellenplatz. Da im uruguayischen Fußball für die Ermittlung der Absteiger auch die Ergebnisse vorheriger Spielzeiten herangezogen werden, vermied Cerro Largo durch den somit belegten 7. Rang der Abstiegswertungstabelle den Gang in die Zweitklassigkeit.
Nachdem der Cerro Largo FC in der Saison 2013/14 nach Abschluss der Apertura den 9. Tabellenplatz belegt hatte, wurde man in der Clausura Tabellenletzter. In der Jahresgesamttabelle rangierte man somit auf Position 15. Dies bedeutete in der saisonübergreifend berechneten Abstiegswertung für den Klub zur kommenden Spielzeit 2014/15 den Gang in die Zweitklassigkeit. Diese konnte 2016 als Tabellenzweiter abgeschlossen werden, doch erst 2018 gelang mit der Meisterschaft der Segunda División der Wiederaufstieg.

## Trainerhistorie
- Danielo Núñez
- Juni 2013 bis Dezember 2013: Juan Jacinto Rodríguez
- März 2015 bis Mai 2015: Fernando Álvez
- seit Juli 2015: Gustavo Lucas

## Ehemalige Spieler
- Osvaldo Canobbio
- Leonardo Rivero